# Hear Me Calling
«Hear Me Calling» (с англ. — «Услышь мой звонок») — песня американского рэпера Juice WRLD. Она является вторым синглом с его второго студийного альбома Death Race for Love. Песня была выпущена 28 февраля 2019 года. Песня была спродюсирована Purps.

## Создание
Продюсер Purps из 808 Mafia заявляет, что он стремился к более «счастливому поп-звуку» при составлении тропического ритма. После того, как Purps случайно сыграл бит во время сеанса записи, Juice был впечатлен битом и зафристайлил текст песни за 40 минут.

## Музыкальное видео
Видео было выпущено 11 марта 2019 года и было срежиссировано Брэдли и Пабло. В знак уважения к таким играм  для Playstation, как Twisted Metal, Juice в клипе спасает свою любовь от ускоряющегося грузовика с графикой CGI в стиле видеоигр, интегрированной с живым действием, в комплекте с имитацией автомобильной погони.

## Позиции в чартах
| Чарт (2019)                           | Высшая позиция |
| ------------------------------------- | -------------- |
| Австралия (ARIA)                      | 54             |
| Канада (Canadian Hot 100)             | 45             |
| Литва (AGATA)                         | 82             |
| Великобритания (OCC UK Singles)       | 58             |
| США Billboard Hot 100                 | 38             |
| США Hot R&B/Hip-Hop Songs (Billboard) | 16             |
| США Rhythmic (Billboard)              | 20             |

## Сертификации
| Регион | Сертификация | Продажи |
| --- | ------------ | ------- |
| США (RIAA) | Золотой      | 500 000 |
| * Данные о продажах приведены только на основе сертификации. · ^ Данные о тиражах приведены только на основе сертификации. · Данные о продажах + прослушиваниях приведены только на основе сертификации. |              |         |